# ایسوزو گالامیو

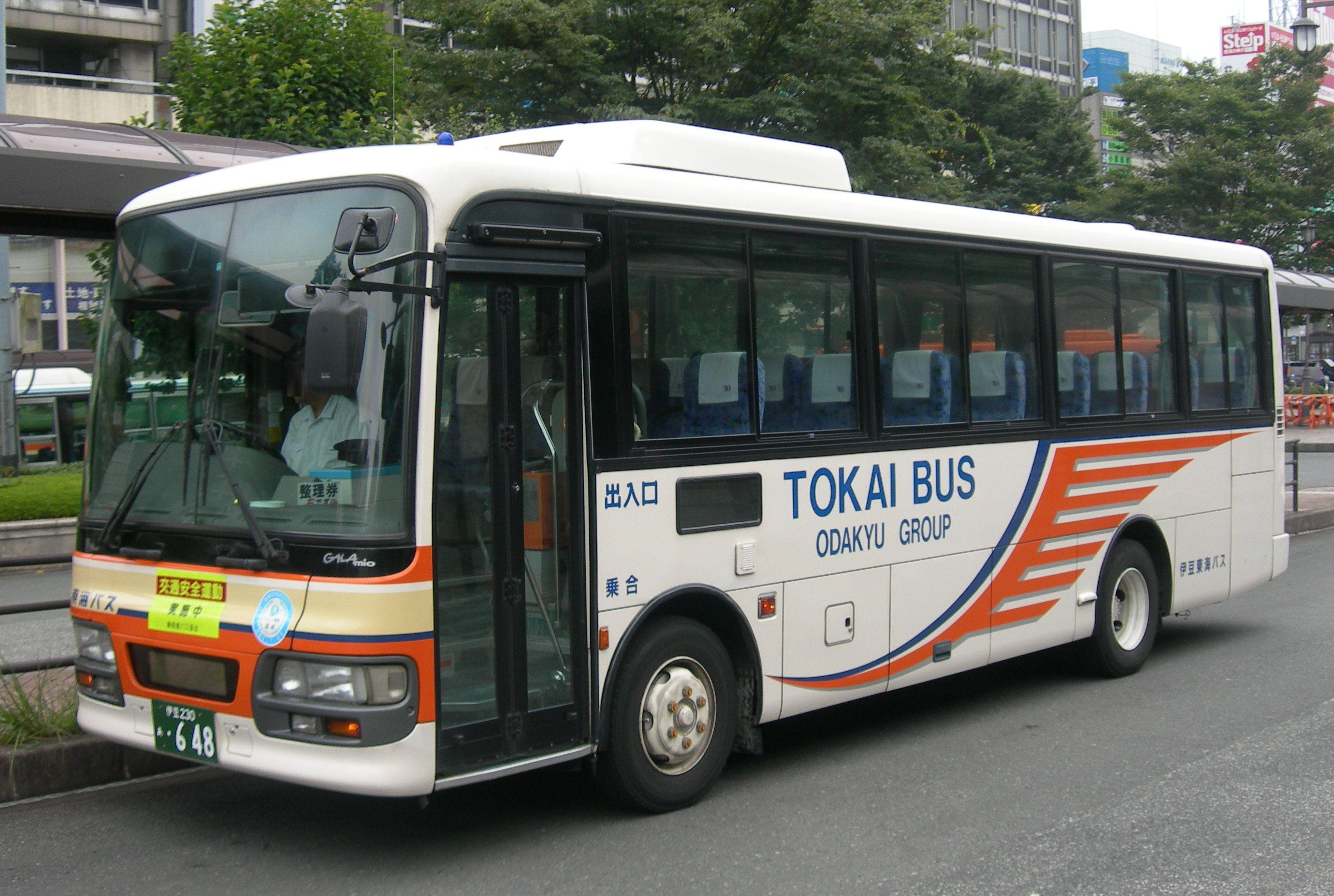

ایسوزو گالامیو (Isuzu Gala Mio) خودرویی است که از سال ۱۹۹۹ تا کنون تولید شده‌است.
این خودرو در کلاس اتوبوس قرار گرفته و است. سیستم جعبه‌دندهٔ آن ۵ دنده به دو صورت خودکار و دستی است.

## نگارخانه

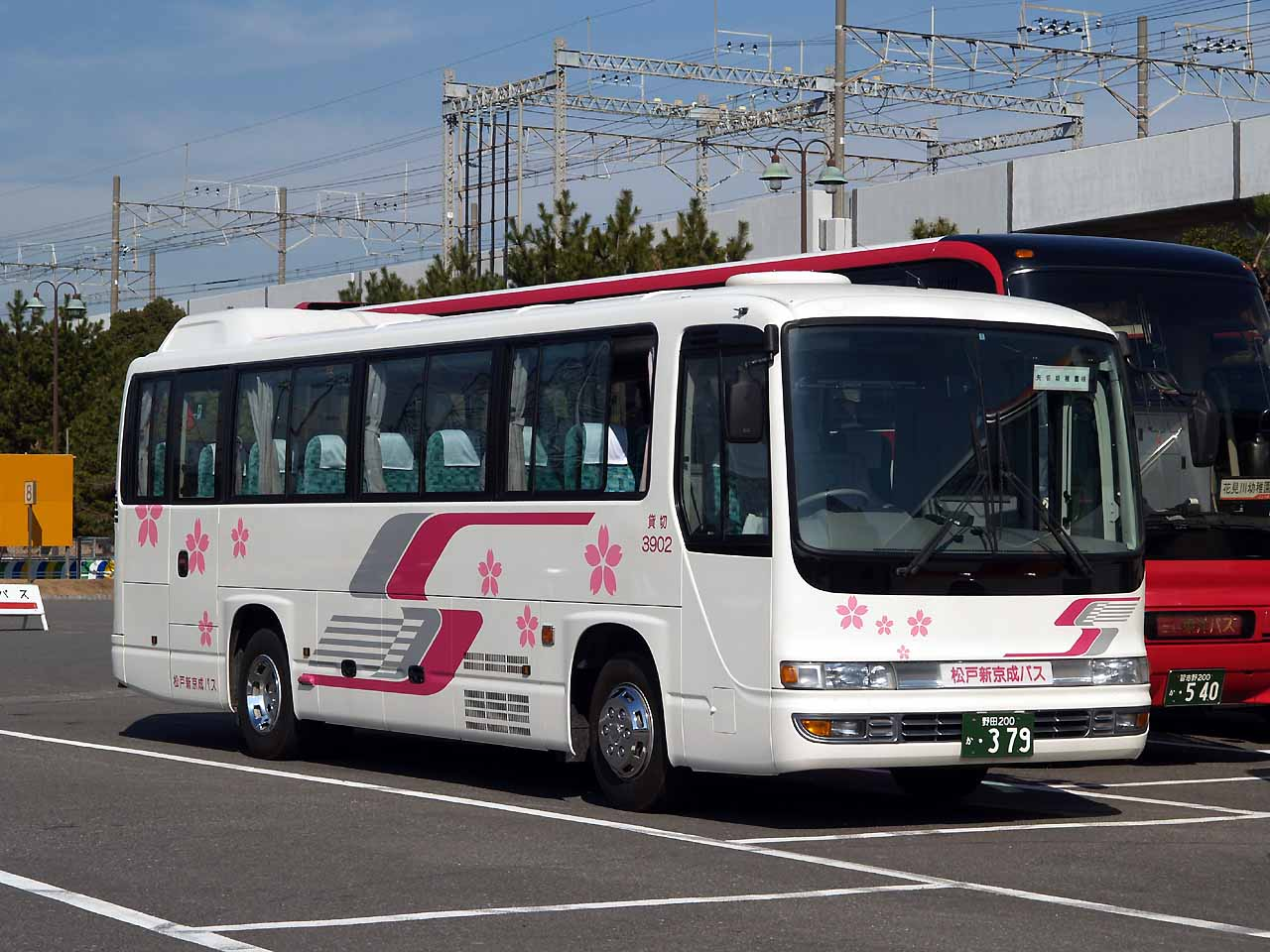